# 678

## Догађаји
- 27. јул – Завршена опсада Солуна (676–678), када се Слаовени повлаче.
- Јесен – Опсада Цариграда (674—678): Цар Константин IV се супротставља арапским опсадницима у директном сукобу. Византијска флота, опремљена грчком ватром, уништава муслиманску флоту код Силиона, окончава арапску претњу Европи и присиљава Језида (сина халифе Муавије I) да подигне опсаду на копну и мору. Победа ослобађа и снаге које тамошња словенска племена шаљу да подигну двогодишњу опсаду Солуна.
- 3. мај – Кинеска принцеза Точи се изненада разболи и умире у палати. Тенму, њен отац, није у стању да се жртвује боговима неба и земље. Точи је сахрањена на месту Хјого.
- 11. април – Папа Донус умире у Риму, после епископства од 1 године и 160 дана. Наслеђује га папа Агатије, који постаје 79. римски епископ. Он је први папа који је по избору престао да плаћа данак цару Константину IV.
- Храмски комплекс Беомеоса у Геумјеонг-гу (модерна Јужна Кореја) изграђен је за време владавине краља Мунмуа од Силе.